# Тракс, Тони
Антуане́тта (То́ни) Ли́ндси Тракс (англ. Antoinette "Toni" Lindsay Trucks, род. 30 сентября 1980) — американская актриса.

## Биография
Родилась в Гранд-Рапидс, штат Мичиган, и окончила Мичиганский университет, после чего появилась во многих региональных театральных постановках. В 2005 году она дебютировала на телевидении, в комедийном сериале Showtime «Парикмахерская», а после его закрытия появлялась в «Вероника Марс», «Долго и счастливо», «Всё о нас», «Доктор Хаус» и «C.S.I.: Место преступления Нью-Йорк». На большом экране она появилась в фильме 2012 года «Руби Спаркс».
Тракс снялась в недолго просуществовавшем сериале CBS «Сделано в Джерси», а после появилась в ещё двух провальных шоу, «Не навреди» на NBC и «Заложники» на CBS. В 2014 году она присоединилась к четвёртому сезону сериала TNT «Франклин и Бэш» в регулярной роли.

## Фильмография
| Год       |    | Русское название                                             | Оригинальное название                                       | Роль             |
| --------- | -- | ------------------------------------------------------------ | ----------------------------------------------------------- | ---------------- |
| 2005—2006 | с  | Парикмахерская                                               | Barbershop                                                  | Терри            |
| 2006      | тф | Если ты живёшь здесь, значит сейчас ты дома                  | If You Lived Here, You'd Be Home Now                        | Нони             |
| 2007      | ф  | Оружие                                                       | Weapons                                                     |                  |
| 2007      | ф  | С глаз — долой, из чарта — вон!                              | Music and Lyrics                                            | Триша            |
| 2007—2007 | с  |                                                              | All of Us                                                   | Мишель           |
| 2007      | ф  |                                                              | Mr. Art Critic                                              | Лиза Уиллистон   |
| 2008      | тф |                                                              | The Life and Times of Marcus Felony Brown                   | Тиа              |
| 2009      | тф | Бегущие к звёздам                                            | Star Runners                                                | Аста             |
| 2010      | ф  | Роллеры                                                      | Rollers                                                     | Бэйли            |
| 2010      | тф | Звёздная болезнь                                             | StarStruck                                                  | Либби Лэм        |
| 2010      | ф  | Что если...                                                  | What If...                                                  | Клэр             |
| 2010      | ф  |                                                              | N-Secure                                                    | Дэниз            |
| 2011      | с  | Доктор Хаус                                                  | House                                                       | Трина            |
| 2012      | ф  | Сумерки. Сага: Рассвет — Часть 2                             | Twilight Saga: Breaking Dawn — Part 2                       | Мэри             |
| 2012      | ф  | Руби Спаркс                                                  | Ruby Sparks                                                 | Сьюзи Вейр-Филдс |
| 2012—2012 | с  | Сделано в Джерси                                             | Made in Jersey                                              | Синди Вега       |
| 2013—2013 | с  | Не навреди                                                   | Do No Harm                                                  | Патриция Риверс  |
| 2013—2013 | с  | Заложники                                                    | Hostages                                                    | Анджела Никс     |
| 2014      | ф  | Александр и ужасный, кошмарный, нехороший, очень плохой день | Alexander and the Terrible, Horrible, No Good, Very Bad Day | Стеф             |
| 2014—2014 | с  | Компаньоны                                                   | Franklin & Bash                                             | Анита Хаскинс    |
| 2015      | тф |                                                              | Chevy                                                       | Дэбби Кокер      |
| 2017—2024 | с  | Спецназ                                                      | SEAL Team                                                   | Лиза Дэвис       |